# 新型流行性感冒等對策閣僚會議

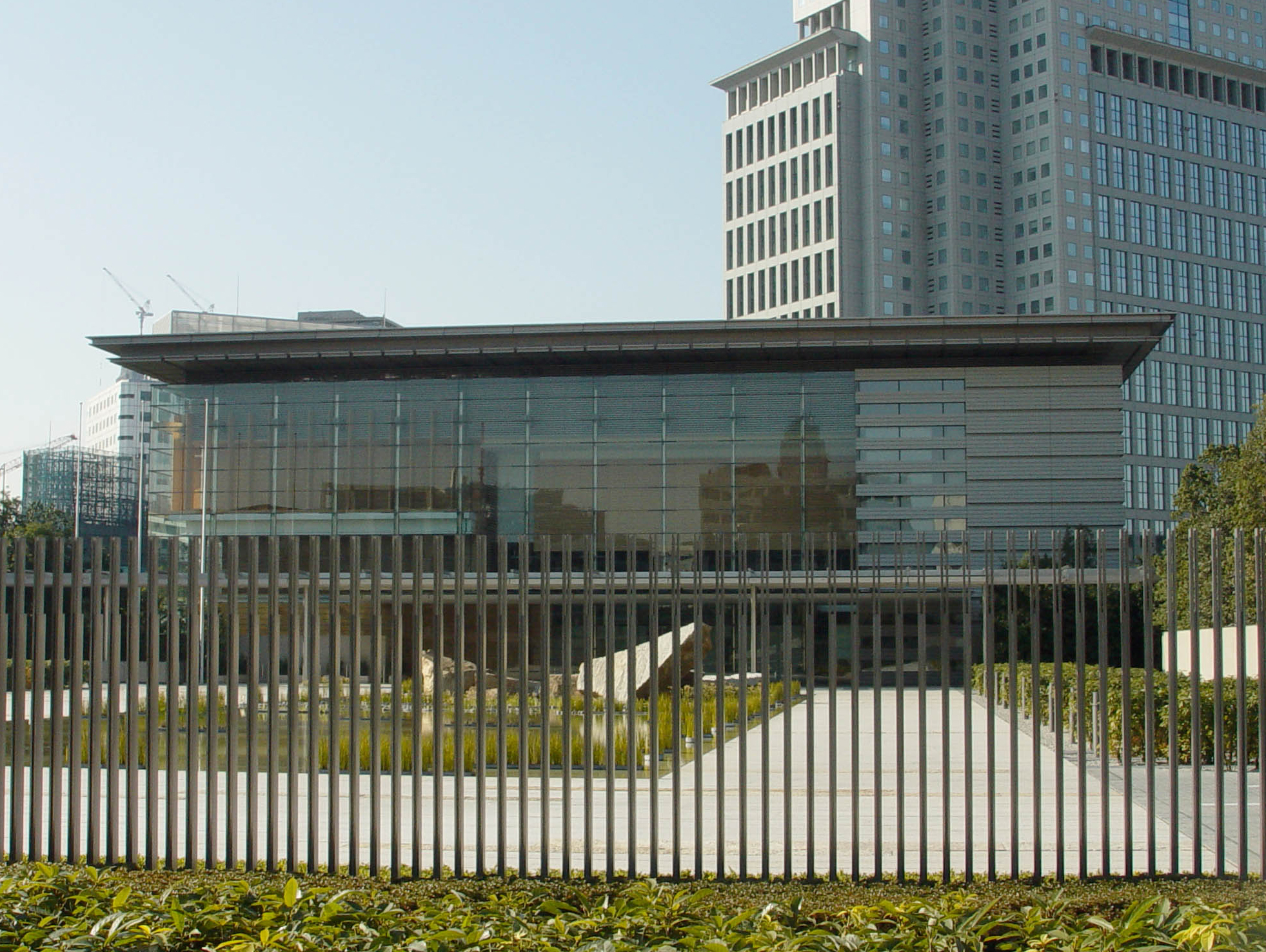
第1回審議開會地點：內閣總理大臣官邸

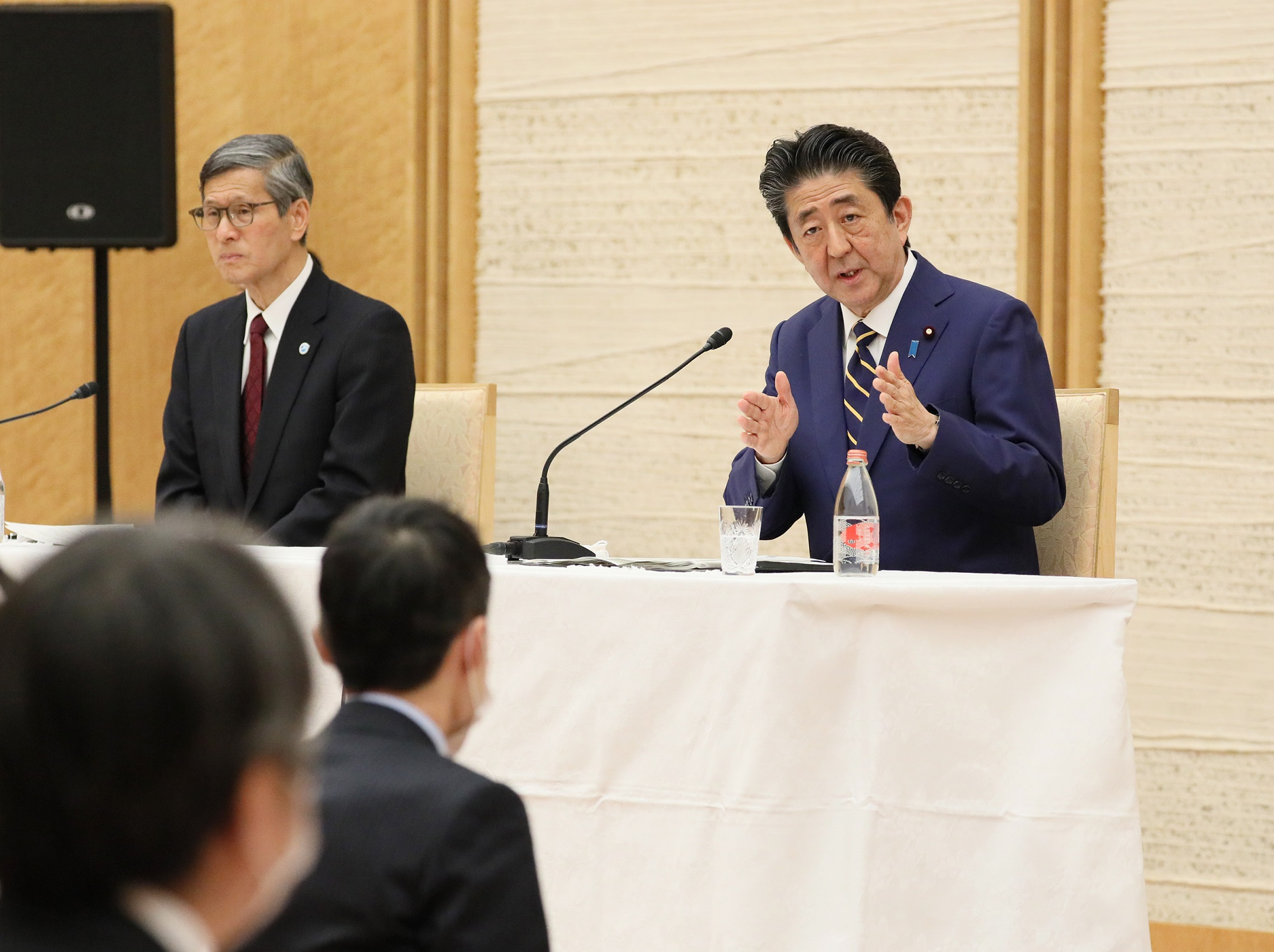
新型流行性感冒等對策閣僚会議下設的新型流行性感冒等對策有識者会議会長尾身茂（左）與内閣總理大臣安倍晋三（右）（2020年4月7日於總理大臣官邸）

新型流行性感冒等對策閣僚会議（日语：／）是日本汲取世界範圍內流行的人類豬型流感教訓，在内閣下召開的会議，討論如何應對新型流行性感冒等感染症。2011年，基於閣議口頭了解《關於召開新型流行性感冒等對策閣僚会議》，設立新型流行性感冒等對策閣僚会議，位於内閣之下。新型流行性感冒等對策閣僚会議下設諮詢機關新型流行性感冒等對策有識者會議，隨著野田第1次改造内閣提出的新型流行性感冒等對策特別措置法案於第180回国会通過、成立，翌年4月13日施行，旗下的基本的對處方針等諮問委員会開始管轄同法的緊急事態宣言。
2020年，新型流行性感冒等對策特別措置法一部改正法律施行後，基本的對處方針等諮問委員会的管轄範圍由流行性感冒擴展至對新型冠狀病毒發出的緊急事態宣言。2020年發出新型冠狀病毒感染症緊急事態宣言時，基本的對處方針等諮問委員会對宣言妥当性進行審議，新型流行性感冒等對策有識者会議会長兼基本的對處方針等諮問委員会委員長尾身茂並出席内閣總理大臣安倍晋三發出緊急事態宣言時召開的記者会。

## 構成
議長、構成員並非單獨任命某個個人，而是擔任某個官職的人士自動成為成員，類似於官守議員。
議長
- 内閣總理大臣

構成員
- 国務大臣

## 組織
- 新型流行性感冒等對策閣僚会議

- 新型流行性感冒等對策有識者会議

- 基本的對處方針等諮問委員会
- 医療、公眾衛生相關分科会
- 社会機能相關分科会

## 脚注

### 註解
1. ↑  基本的對處方針等諮問委員会設於新型流行性感冒等對策閣僚会議的新型流行性感冒等對策有識者會議之下，負責審議是否應發出新型流行性感冒等對策特別措置法的緊急事態宣言等事項。管轄範圍不僅限於新型流行性感冒，亦涵蓋對新型冠狀病毒發出的緊急事態宣言。雖然名称相似，但並非設於新型冠狀病毒感染症對策本部的新型冠狀病毒感染症對策專門家会議下之下。

## 外部連結
- 新型流行性感冒等對策閣僚会議 （页面存档备份，存于） - 内閣官房公開新型流行性感冒等對策閣僚会議的會議記錄等